# Lillington (Dorset)
Pour les articles homonymes, voir Lillington.
Lillington est une paroisse civile et un village du Dorset, en Angleterre.